# Крабат (роман)
«Крабат» (Krabat) — дитячий фентезійний роман німецького письменника Отфріда Пройслера, написана ним у 1971 році  і визнаний найкращим твором автора. В основі роману лежать фольклорні сюжети лужичан про Крабата, оброблені Пройслером і викладені у власній інтерпретації.

## Зміст

### Місце описуваних подій
Основні описувані події розвиваються на старому водяному млину. У творі є вказівки на  місце його розташування: Козельбрух, у Чорної води, біля села Шварцкольм (де відбуваються окремі події), на дорозі до Ляйпе, поблизу Хойерсвердського лісу — зазначені населені пункти не є вигаданими. Також у творі згадуються міста Каменц (куди солдати намагалися викрасти підмайстрів з млина, як рекрутів, і який пролітав Крабат з Майстром в колясці), Виттихенау (де підмайстри продавали бика і вороного коня), а також Дрезден — столиця Саксонії.
Розташування млина ви можете побачити на картах за наступним посиланням .

### Час подій
Прямої вказівки на час (рік) описуваних подій автор не дає. У творі вказується, що в цей час «курфюрст Саксонський вже кілька років вів війну зі шведським королем через польську корону», а в Дрезденському палаці офіцери проголошували «Хай живе Август, курфюрст Саксонський!», що дозволяє визначити, що дія твору відбувається між 1694 і 1709 роками.
Події в оповіданні розгортаються протягом трьох послідовних років, з моменту появи Крабата на млині і до фінальних подій — смерті Майстра і порятунку Крабата.

### Дійові особи
- Крабат — головний герой, лужицький хлопчик-сирота, який потрапив на млин в Козельбрусі,  що, як виявилося, є школою чорної магії;
- Майстер (ім'я не згадується) — чорнокнижник, власник млина в Козельбрусі;
- Тонда — старший підмайстер, який опікає Крабата у перші його місяці на млині, «ставний хлопець з сивою шевелюрою»;
- Юро — підмайстер, «кремезний коротун з круглим веснянкуватим обличчям», що досяг успіху в таємній науці, але приховує це, він допоміг Крабату протистояти волі Майстра;
- Лишко — підмайстер, «довгий, як жердина хлопець з гострим носом і колючим поглядом, ябеда і навушник»;
- Співуня (ім'я не згадується, в оригіналі Крабат навіть радий цьому) — дівчина з села Шварцкольм, покохала Крабата і погодилася визволити Крабата з рук Майстра;
- Незнайомець з півнячим пером (ім'я не згадується, в деяких коментарях ототожнюється зі Смертю) — персонаж, який приїжджав на млин кожне новолуння на помел,  втілює Пана чорних сил у повісті;
- Пумпхут — мандрівний чарівник, «самий вправний у Верхніх і Нижніх Лужицях»;
- Інші підмайстри: 
  - Ханцо («прозваний Буйволом за бичачу потилицю і коротку стрижку», старший підмайстер після смерті Тонди)
  - двоюрідні брати Мертен і Міхал (загиблий на другий рік учнівства Крабата, після Тонди)
  - Андруш («веселун і жартівник»), Петар («увесь вільний час вирізав дерев'яні ложки»)
  - Сташко («спритний, як мавпа»)
  - «похмурий» Кіто
  - «мовчазний» Кубо
  - новачки Вітко (потрапив на млин після смерті Тонди) і Лобош (опинився на млині після смерті Міхала).

## Сюжет
Крабат випадково потрапляє на млин в Козельбрусі. Про цей млин в окрузі кажуть, що там нечисто. Шість його жорнів мелють день за днем ячмінь, овес і пшеницю, але місцеві селяни обходять його стороною. Єдиний відвідувач млину — таємничий Незнайомець у чорному, з півнячим пером, світло якого осяює млин. Майстер називає Незнайомця Паном і боїться його. Кожен молодий місяць він прибуває на млин на важкому возі, щоб молоти щось на сьомому, «мертвому» (який зазвичай не використовується) жорнові.
Сам млин виявляється школою чорнокнижжя, де одноокий Майстер викладає таємну науку своїм дванадцяти підмайстрам. Ніхто не знає про кінцеву мету, яку переслідують Майстер і Незнайомець, влаштувавши цю  школу. Кожну новорічну ніч один з дванадцяти хлопців має загинути, щоб продовжити життя Майстра, такий його договір з Незнайомцем. Обраний на смерть підмайстер повинен сам викопати собі могилу.  На місце померлого Майстер приводить новачка,якого сам вибирає за допомогою магії - зазвичай бездомних дітей чи сиріт. У процесі складних взаємин Майстра зі своїми підопічними раз в рік його вибір неодмінно падає на одного з них: так були позбавлені життя спочатку Тонда, після — Міхал. Кожен з них сам викопав собі могилу, їх поховали на пустці. Напередодні кожного Великодня хлопці приносять Майстру клятву на вірність, низка однакових подій повторюється з року в рік. Честолюбний Майстер,  вхожий до самого курфюрста Саксонського і плекає мрію стати впливовим міністром, маршалом чи канцлером при польській короні, жити в багатстві і пошані.
Втекти з млина в Козельбрусі неможливо, утікач незмінно повертається до нього, його шляхи зачаровані Майстром.
Існує тільки один шлях покласти кінець всьому. Один-єдиний! Якщо є дівчина, яка тебе любить, і якщо вона попросить Майстра тебе відпустити і зможе витримати випробування...
Ще в перший рік на млині Крабат полюбив дівчину Співуню з Шварцкольма. Проте Майстер згубив спочатку Воршулу, дівчину Тонди, побоюючись згубного для нього кохання молодих людей, і тепер приходить черга Крабата та Співуні. Майстру досить дізнатися ім'я дівчини, щоб погубити її силою чаклунства.
Крабат з часом зростає у таємній науці, і з допомогою Юро опановує умінням протистояти волі Майстра.
В останній день третього року на млині, після того, як Крабат відмовився стати наступником Майстра в школі, і вже сам вирив собі могилу на пустощі, Співуня йде до Майстра, і просить віддати їй її хлопця. Вона проходить призначене випробування, з зав'язаними очима впізнає Крабата серед інших підмайстрів, відчуваючи його страх за неї. Майстер не доживе до півночі, млин ось-ось має звалитися в полум'я, Крабата та інших підмайстрів врятовано: вони йдуть з млина, кайдани Майстра зруйновані, хлопці втрачають здатність чаклувати.

## Характеристика твору
Основна ідея повісті — протиставлення чорної магії «іншому чарівництву», тому,  що йде «з глибини люблячого серця»,  та протиставлення таємниці чорної сили — сили дружби, відданості, любові. Крім того, автор вміло та ненав'язливо малює колоритну картину побуту й укладу маленького сорбского  села XVII—XVIII століть.

## Пумпхут та соціальна справедливість
Епізоди з Пумпхутом стоять окремо у низці подій на старому млині. Пумпхут спочатку згадується як герой легенди, що переходить з уст в уста. Він карає злих і жадібних мельників на радість простим працівникам. Для підневільних підмайстрів, пов'язаних з Майстром не лише необхідністю заробляти на життя, а ще  і магічною клятвою учнівського послуху, Пумпхут є ідеалом вільної людини:
Стати майстром його не тягнуло, бути важливим паном — чиновником, суддею або придворним — і зовсім не приваблювало. А  міг би стати ким завгодно! Усе йому було під силу, але ось — не хотів!...
Крім того, Пумпхут постає в ролі виконавця соціальної справедливості. У свідомості бідних хлопців-підмайстрів ця справедливість така: господар не повинен бути жадібним і злим, працівники не повинні працювати надмірно, і вони повинні отримувати достатньо їжі за свою працю.
Пізніше Пумпхут виявляється реальною особистістю і приходить на старий млин, щоб помірятися магічними силами з самим Майстром. Перемігши в сутичці, Пумпхут не знищує млин та її Майстра, але піддає останнього приниженню на очах учнів. Тим самим Пумпхут зміцнює в свідомості Крабата думку, що проти чорної магії, що породжує зло, існує й інша сила, здатна  їй протистояти. Долати ж підступи Майстра необхідно їм самим — Крабату і іншим мешканцям таємничого  млина.

## Чорна магія в творі
Учні з млина не застосовують свої чаклунські можливості без наказу Майстра або без особливої потреби (за винятком нешкідливих жартів). Вони постійно зайняті звичайною господарською роботою на млині — чистять сніг, виготовляють нове млинове колесо, заготовляють торф на зиму. 
— Не розумію я, навіщо працювати, якщо все, що ми робимо своїми руками, можна просто начаклувати?!
— Все так, — відповів Тонда, — тільки таке життя може і спостиліти. Без роботи, брат, життя не життя! Так довго не протягнеш!
Крім того, на чорну магію є свої обмеження — іноді підмайстрам доводиться працювати, не вдаючись до неї.
Магія Майстра спрямована на соціальне зло: знищення людей йому на догоду, тиск на реальну правлячу владу для розпалювання війни (в той же час його підмайстри незадоволені мілітаризацією і за допомогою чаклунства жорстоко жартують над  загоном вербувальників, що зайшли на млин). Разом з тим, автор дає зрозуміти, що у власників таємничих чаклунських сил є можливість вибору і використання їх для добрих справ. Так, наприклад, Майстер відмовляє селянам з села послати на їх озимі сніг, оскільки байдужий до їхніх проблем, але замість нього це таємно робить  підмайстер Юро. Юро і Крабат, оволодівши таємним мистецтвом, навпаки, направляють його на боротьбу з Майстром, тобто з самим джерелом зла, і перспектива втрати ними своїх здібностей їх не лякає.
Приділяючи морально-етичній складовій твору найбільшу увагу, окремі атрибути і прийоми чорної магії автор описує в межах цілісності оповідання, не вдаючись в їх деталі та механізм; хоча окремі подробиці точно відповідають народним повір'ям і міфам сербів та інших народів Європи). У числі інших широко відомих казкових мотивів згадані: перетворення у тварин (з метою шахрайського продажу); вгадування зачарованої людини серед точних подібностей; мороки (чари, чаклунство, перекручене сприйняття); застосування куль не зі свинцю; захисне коло на землі; подорож поза тіла; поєдинок чарівників; млин, на якому ночами чорти перемелюють кістки мерців; покарання жаднюги чаклунством... Незважаючи на об'ємний фантастичний зміст, твору додана реалістичність, в тому числі, завдяки детально описаним побуту лужицьких селян, робіт на млині, фольклорним вставкам (казка в казці) та іншим елементам.

## Екранізації
- 1977 — «Крабат — учень чаклуна» / Carodejuv ucen (анімаційний), режисер Карел Земан.
- 2008 — «Крабат. Учень чаклуна» / Krabat, режисер Марко Кройцпайнтнер.

## В музиці
У 2011 році побачила світ пісня Майї Котовської (сценічний псевдонім Канцлер Гі) "Воршула" (диск "Зимові історії") присвячена трагічній історії Воршули і Тонди. 

## Українські переклади
- Отфрід Пройслер, Крабат - Україна - Кальварія, 2006. - ISBN 966-663-196-2, книга в твердій обкладинці, 176 стор., переклад Василюк В.
- Отфрід Пройслер, Крабат - Україна - Час майстрів, 2024 -ISBN 9786178253868, книга в твердій обкладинці, 366 стор., переклад Ваховська Неля.